# Fegernicu Nou
Fegernicu Nou węg. Újfegyvernek – wieś w Rumunii, w okręgu Bihor, w gminie Sârbi. W 2011 roku liczyła 40 mieszkańców.